# Samuel Fosso

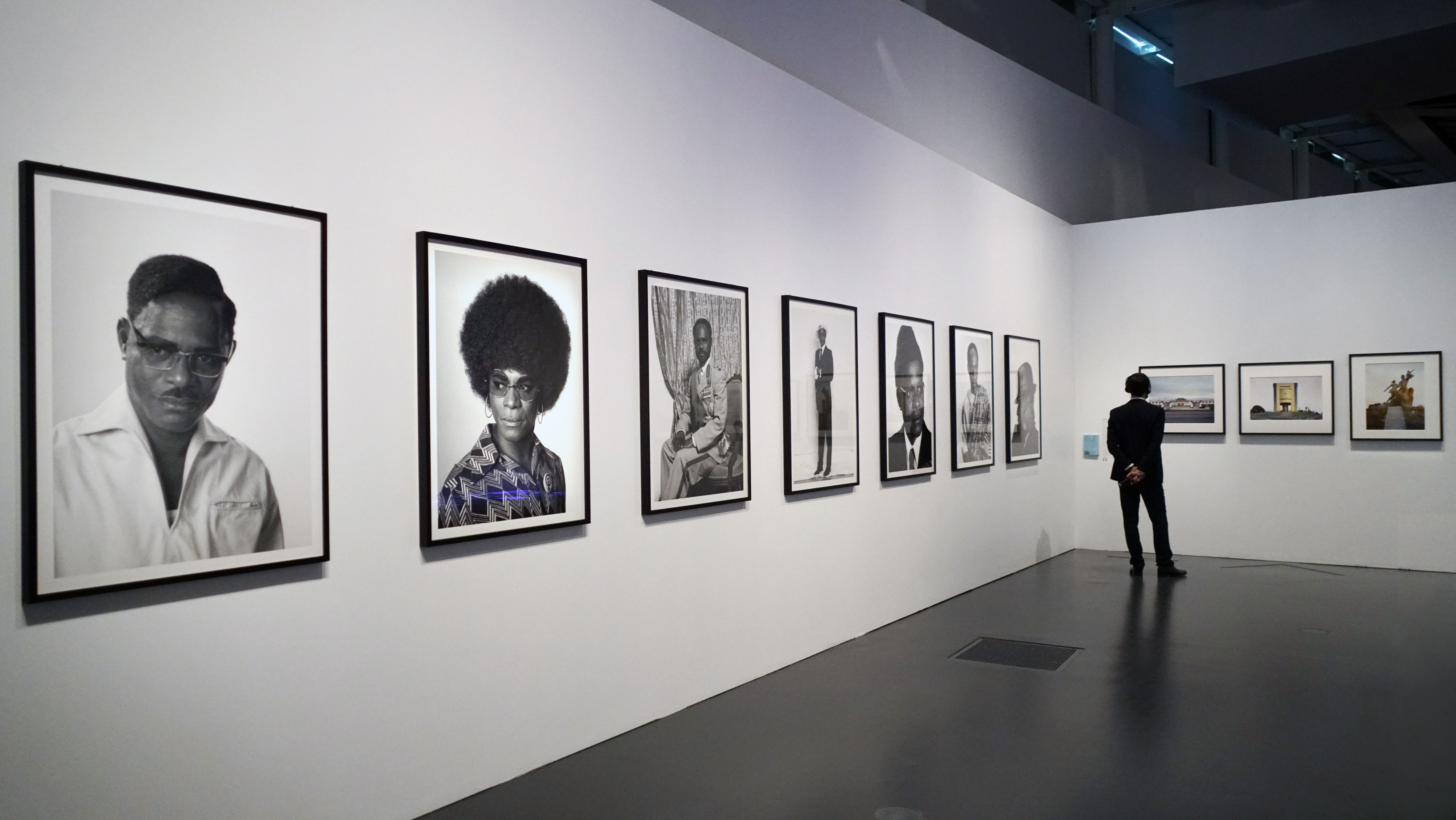
Samuel Fosso: Esprits africains, Musée du quai Branly – J. Chirac, Paříž

Samuel Fosso (* 17. července 1962, Kumba) je kamerunský fotograf, který většinu své kariéry pracoval ve Středoafrické republice. Jeho práce se soustředí na pořizování autoportrétů s řadou osobností, často komentujících historii Afriky. Je uznáván jako jeden z předních současných středoafrických umělců.
V roce 2001 získal Nizozemskou cenu prince Clause.

## Životopis
Fosso se narodil v Kumbě v Kamerunu nigerijským rodičům. Vyrůstal v Afikpu, ve svém rodovém domově, než musel v roce 1972 ve třinácti letech kvůli nigerijské občanské válce uprchnout do Bangui ve Středoafrické republice.

## Kariéra
V Bangui začal pracovat jako pomocný fotograf, když mu bylo dvanáct, a o rok později jako portrétní fotograf s vlastním ateliérem v Bangui, „Studio Photo Nationale“. Zpočátku dělal autoportréty, aby využil nepoužité části svých fotografických filmů. Tyto fotografie byly určeny pro jeho matku, která zůstala v Nigérii. Pořizování autoportrétů se pro něj stalo samo o sobě cílem.
Jako teenager pracující ve studiu Fosso často fotografoval barevné autoportréty mezi fotografiemi klientů. Jeho dílo objevila řada afrických intelektuálů a spisovatelů, včetně Okwuie Enwezora a Ikého Udé, čímž Fosso získal pro svou pozdější kariéru významnější roli v umělecké komunitě.
V roce 1994 se Fosso stal známým v zahraničí, když vyhrál první ročník setkání afrických fotografií v Bamaku v Mali.
Fosso zkoumá myšlenku sebeprezentace a zastoupení pohlaví, experimentuje s rekvizitami, kostýmy a pózami v okázalé módě sedmdesátých let. Pro své autoportréty využívá zpožděné spuštění závěrky, což mu umožňuje pózovat pro každou fotografii až deset sekund. Často používal látková pozadí, před nimiž se oblékal do kostýmů, které se velmi lišily: autentické evropské kroje, africké kroje, námořní uniformy, karate keikogi, boxerky atd.
Ztvárnil Angelu Davisovou, Malcolma X, Muhammada Aliho, Nelsona Mandelu, Martina Luthera Kinga mladšího a další černošské ikonické postavy. Ve své sérii African Spirits představuje Fosso zmocnění a umění vyprávět příběhy prostřednictvím svých autoportrétů slavných černých postav.
Dne 5. února 2014, uprostřed rabování po sektářském násilí, bylo vypleněno Fossovo domácí studio v Bangui, které obsahovalo jeho kompletní archiv. Toto náhodou objevil fotoreportér Jerome Delay, který spolu s kolegou fotoreportérem Marcusem Bleasdaleem a Peterem Bouckaertem (ředitelem pro mimořádné události v Human Rights Watch ) zachránili většinu jeho obsahu, odhadovaného na 20 000 negativů a 150 až 200 tisků, až na Fossovy kamery, které zloději ukradli. Fosso byl v té době v Paříži.

### African Spirits
V roce 2008 představil jedno ze svých nejslavnějších děl African Spirits. Fossoovy divadelní autoportréty vzdávají hold čtrnácti politickým, intelektuálním a kulturním osobnostem z Panafrických historických hnutí a Hnutí za občanská práva USA. Fotografie jsou vyrobeny ze želatinového stříbrného tisku namontovaného na dibond o rozměrech 162,8 x 122 centimetrů. Fosso představil cyklus během voleb prvního černošského prezidenta Baracka Obamy. Jednalo se o důležitý mezník v historii USA, což dále rozšiřovalo Fossovo poselství černošského zmocnění a oslav černošské historie.
Fosso, ovlivněný svým dědictvím Igbo a tradicemi Igbo performance v maškarním umění a bodyartu, využívá koncept „živých mrtvých“ v African Spirits, myšlenku, že duch těch před námi zůstává blízký těm živým.
V článku od africké současné vydavatelky Revue Noire, editora Simona Njamiho, se zamýšlí nad African Spirits: „Fosso úplně zmizel... Těla, která vidíme, již nejsou jeho, ale těly lidí, za které se vydává.“ Například ve svém portrétu Angely Davisové je Fosso zobrazen v ikonickém afro účesu Davisové a módě, která jej proměnila v politickou aktivistku ze 70. let. Tento koncept divadelní mimikry dává zmocnění lidem, které ztělesňuje, a ideálům, které zastávali.
Fosso byl inspirován fotografiemi Even Arnoldové a Malcolma X, velmi detailně napodobujících jejich portréty a transformujících se do ikon černošské historie. Na jeho fotografiích je opakující se téma vyprávění, performativní zosobnění jiné osoby nebo nápadu. Prostřednictvím vyprávění příběhů Fosso posiluje a získává zpět identitu sebe sama, svého subjektu a svého publika.
Steve Nelson komentuje okouzlující a nostalgické téma, které Fosso přijímá po africké nezávislosti, Hnutí za občanská práva a vzestupu černošského nacionalismu v 60. a 70. letech. African Spirits poukazuje na zkoumání panafrické identity zakotvené v politických ideálech šedesátých let, které zdůrazňovalo společnou politiku boje za černochy po celém světě.„ Slavné autoportréty umělce oslavují a zpochybňují koncepty panafrické identity.

### The Emperor of Africa
V roce 2013 Fosso představil svou novou sérii The Emperor of Africa. V této sérii Fosso „zkoumá vztah mezi Afrikou a Čínou rekontextualizací ikon Mao Ce-tunga“. Stejně jako mnoho jiných autoportrétů v Císaři Afriky je autoportrét Fosso jako Mao Ce-tunga vnímán jako odraz obrazu Mao Ce-tunga a také jako symbol ekonomických zájmů Afriky s Čínou. V románu Gabriela Garcíi Márqueze Podzim patriarchy popisuje Fossoův portrét Mao Ce-tunga jako „postavu předků a nepřítomného diktátora“. Fosso nejen vykresluje Maa Ce-tunga jako osvoboditele, který je v Africe velmi obdivován, ale také jako zakladatele „moderního imperiálního monstra“ rostoucí čínské ekonomiky a kulturní přítomnosti, která je v Africe přijata.

## Fotografický styl
Fossův styl je v něčem srovnatelný se stylem Diany Arbusové v tom, že jeho autoportréty ukazují letmý pohled na naši vlastní lidskost. Fotografie Arbusové údajně ukazují, že každý má svou vlastní identitu, čili to, co zůstane, když odebereme zbytek. Naproti tomu Fossovy různé kostýmy ukazují, že identitu určují částečně i věci, nad nimiž lidé nemají kontrolu. Jeho práce proto byla také charakterizována jako odhalení toho, jak si lidé mohou ve skutečnosti vytvořit identitu svou vlastní.

## Ocenění
- 1994: 1. cena, setkání afrických fotografů (Rencontres de la Photographie), Bamako, Mali
- 1995: Prix Afrique en Creations
- 2000: První cena, kategorie fotografie, Dak'Art – Biennale de l'Art Africain Contemporain, Dakar, Sénégal
- 2001: Cena prince Clause, Nizozemsko[18]
- 2010: 1. cena za vizuální umění Prins Bernhard Cultuurfonds

## Publikace
- Samuel Fosso. Seydou Keita. Malick Sidibe. Portraits of Pride. West African Portrait Photography. Raster Forlag, 2003. ISBN 978-9171006776.
- Maria Francesca and Guido Schlinkert. Samuel Fosso. 5Continents, 2008. ISBN 978-8874391011.
- Simon Njami and Samuel Fosso. Samuel Fosso – PHotoBolsillo International, Revue Noire, 2011. ISBN 978-8492841622.

## Sbírky
Fossova díla jsou součástí následujících veřejných sbírek:
- Muzeum moderního umění, New York: 14 tisků (září 2018)[19]
- Purdy Hicks Gallery, Londýn: 15 tisků[20]
- Muzeum výtvarných umění, Houston: 7 tisků (stav k červnu 2020)[21]
- Tate Gallery, Londýn: 25 tisků[22]